# Edward Stafford
Sir Edward William Stafford (Edimburgo, 23 aprile 1819 – Londra, 14 febbraio 1901) è stato un politico neozelandese, tre volte primo ministro della Nuova Zelanda: dal 2 giugno 1856 al 12 luglio 1861, dal 16 ottobre 1865 al 28 giugno 1869 e dal 10 settembre all’11 ottobre 1872.